# Lužice (kraj ołomuniecki)
Lužice – miejscowość i gmina (obec) w Czechach, w kraju ołomunieckim, w powiecie Ołomuniec. W 2022 roku liczyła 399 mieszkańców.